# Módulo (revista)
Módulo foi uma revista brasileira cujo tema predominante era a arquitetura, embora também apresentasse conteúdo relacionado às artes, ao urbanismo, ao design e à cultura de uma forma geral. Foi duramente perseguida pelo regime militar do Brasil por conta de seu editor Oscar Niemeyer, que a fundou em 1955, no Rio de Janeiro. Na década de 1950 foi uma das mais importantes revistas de arquitetura no país, ao lado das revistas Acrópole e Habitat.
A Módulo circulou de 1955 até 1965, quando foi proibida pela ditadura militar instaurada no Brasil em 1964. Sua sede foi saqueada e quebrada e a revista só voltou a circular em 1975, nos primeiros anos da abertura política. A Módulo saiu de circulação definitivamente em 1986.
Todas as edições foram digitalizadas e estão disponíveis no acervo online da Biblioteca Nacional.